# Isole dell'Africa
Questa pagina è una lista delle isole appartenenti alla regione geografica africana che superano i 500 km² di superficie.

## Isole oltre 500 km²

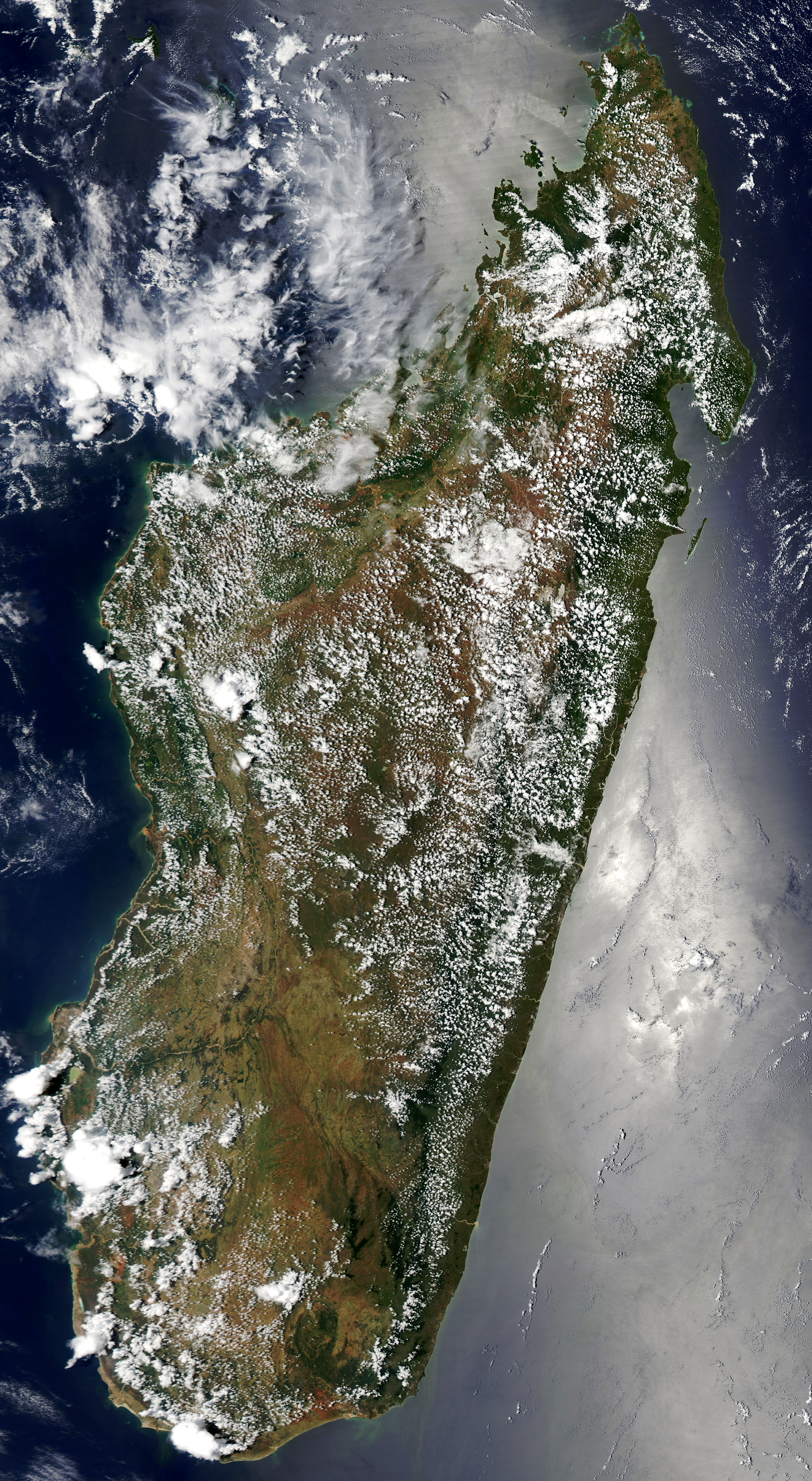
L'isola di Madagascar, che dà il nome all'omonimo stato, è l'isola più grande dell'Africa e quarta isola del mondo per estensione

| Posizione | Nome          | Area (km²) | Nazione                                             |
| --------- | ------------- | ---------- | --------------------------------------------------- |
| 1         | Madagascar    | 587.713    | Madagascar                                          |
| 2         | Socotra       | 3.606      | Yemen                                               |
| 3         | La Riunione   | 2.535      | La Riunione, dipartimento d'oltremare della Francia |
| 4         | Tenerife      | 2.007      | Spagna                                              |
| 5         | Bioko         | 1.935      | Guinea Equatoriale                                  |
| 6         | Mauritius     | 1.873      | Mauritius                                           |
| 7         | Fuerteventura | 1.633      | Spagna                                              |
| 8         | Zanzibar      | 1.574      | Tanzania                                            |
| 9         | Gran Canaria  | 1.529      | Spagna                                              |
| 10        | Grande Comore | 1.012      | Comore                                              |
| 11        | Pemba         | 889        | Tanzania                                            |
| 12        | São Tomé      | 854        | São Tomé e Príncipe                                 |
| 13        | Lanzarote     | 790        | Spagna                                              |
| 14        | Santo Antão   | 787        | Capo Verde                                          |
| 15        | São Miguel    | 768        | Azzorre, regione autonoma del Portogallo            |
| 16        | Dahlak Kebir  | 754        | Eritrea                                             |
| 17        | Madera        | 749        | Madera, regione autonoma del Portogallo             |
| 18        | La Palma      | 690        | Spagna                                              |
| 19        | Boa Vista     | 634        | Capo Verde                                          |
| 20        | Gerba         | 523        | Tunisia                                             |